# Caged No More
Caged No More ist ein Jazzalbum von Mark Whitecage. Die am 13. und 14. Juli 1996 im The Spirit Room in Rossie, New York, entstandenen Aufnahmen erschienen 1996 auf CIMP als Folge 18 der Spirit Room Series.

## Hintergrund
Nachdem Whitcage in den 1980er-Jahren in verschiedenen Konstellationen gearbeitet hatte (u. a. mit John Fischer, Gunter Hampel, Mario Pavone, Perry Robinson, Dan Rose, Saheb Sarbib), spielte der Saxophonist in der Dekade danach unter eigenem Namen die Alben Mark Whitecage and Liquid Time (1991, mit Dave Douglas, Michael Jefry Stevens, Joe Fonda und Pete LeMaitre), Split Personality (1998) und Free for Once (1996) ein, letztere beide im Trio mit Dominic Duval und Jay Rosen. Für sein Album Caged No More erweiterte Whitecage das Trioformat um den Cellisten Tomas Ulrich.

## Titelliste
- Mark Whitecage: Caged No More (CIMP 119)[1]
  1. Bright Ideas, 3:22
  2. Greice, 10:50
  3. Tripplepee, 2:12
  4. Feathers, 17:06
  5. MJTD Blues, 10:07
  6. Watershed Blues, 8:38
  7. Caged No More, 13:16
- Alle Kompositionen stammen von Mark Whitecage.

## Rezeption
Nach Ansicht von Glenn Astarita, der das Album in All About Jazz rezensierte, kann man den Albumtitel Caged No More als eine Metapher für den Holzbläser Mark Whitecage und sein grenzenloses musikalisches Spektrum, seine [bevorzugten] Formate und Stilisierungen verstehen. Das längste Stück des Albums, das 17-minütige „Feathers“, sei manchmal hektisch, dann wieder gefühlvoll und berührend, wenn auch in kurzen Schüben – Albert Ayler stehe hier Pate, so der Autor. Hier schwanke das Tempo, wenn sich die Motive durch intuitive Ensemble-Arbeit und gewagte, aber ausdrucksstarke Interaktion entwickeln würden. „MJTD Blues“ und „Watershed Blues“ seien wiederum zwei Stücke, die sich durch die brillante Verwendung von Tremolo- und Vibrato-Techniken durch Whitecage auszeichneten. Der „Blues“ -Teil dieser Stücke tendiere dazu, sich in Free-Jazz-Exkursionen zu verwandeln. Die Kompositionen wären meist um lose Themen herum aufgebaut, die dieser Band enorme Möglichkeiten böten, sich als Einheit neu zu erfinden und weiterzuentwickeln, notierte Astarita. Caged No More sei ein betörender Angriff auf den modernen improvisierten Jazz.
Richard Cook und Brian Morton haben dem Album in ihrem Penguin Guide to Jazz die Bewertung von dreieinhalb Sternen verliehen; Whitecage sei eine etwas zurückgezogen agierende Figur, deren Erscheinen auf Tonaufzeichnungen leider selten waren. Auf dem Altsaxophon spiele er lange, fast reine Melodieströme, die seiner Free-Bop-Methodik eine anmutige Schönheit verleihen würden. Dabei gelänge es ihm, Sessions zu moderieren, die gemäßigt genug sind, um die rasende Erschöpfung zu vermeiden, die diesen Bereich des Jazz manchmal betrifft. Gegenüber dem parallel entstandenen Trioalbum Free for Once sei Caged No More jedoch eine Stufe besser, und Whitecage könne zu Recht stolz darauf sein. Tomas Ulrichs Cello füge dem Sound der Gruppe Mark und Sehnen hinzu, und die Spieler träfen häufig einen Schritt, der Lyrik, Intensität und einen effektiven Fluss in einem ungewöhnlich harmonischen Sound in Einklang bringe, so das Resümée der Autoren.